# 何元烺
何元烺（?—?），原名道冲，字良卿、一字伯用，号砚农，山西灵石县人。清朝政治人物。

## 生平
乾隆四十八年（1783年）举于乡，乾隆五十二年（1787年）中进士，選翰林院庶吉士，改户部主事，官至广西太平府知府。